# 罗青浩
羅清浩（英語：Law Ching Ho，1955年6月28日—），原名羅振彪， 前無線電視及亞洲電視藝員。

## 簡歷
1978年羅清浩參加無綫電視的綜藝節目《聲寶片場》入行，曾參與多套電視劇。例如在《流氓大亨》飾演萬梓良弟弟「方學斌」，處境劇《城市故事》飾演公司職員「郭通天」。不少早期的電影中都能看到他的身影，例如《最佳女婿》中飾演開計程車的司機、《師兄撞鬼》中飾演帶住黑色眼鏡的天堂法官以及在《賭神》中飾演劉德華的朋友、銷魂別墅負責人「排骨」。羅青浩已經息影一段時間，現居於泰國。

## 外部連結
- 罗青浩在香港影庫上的簡介